# Dee Hartford
Dee Hartford, pseudonimo di Donna Higgins (Salt Lake City, 21 aprile 1928 – Palm Desert, 21 ottobre 2018), è stata un'attrice statunitense.

## Biografia
Raggiunse una certa fama alla fine degli anni '40 come modella per Vogue. Il suo debutto cinematografico fu nel film Una ragazza in ogni porto (1952).
Nel 1953 sposò il regista Howard Hawks e non recitò durante i sei anni in cui furono sposati. Divorziarono nel 1959 e la Hartford successivamente ottenne un ruolo non accreditato nel film Linea rossa 7000 (1965), diretto da Hawks. Tra il 1964 e il 1965 fece tre apparizioni nella serie televisiva Perry Mason: nel ruolo di Leslie Ross in Il caso del ragioniere accreditato, di Lois Gray in Il caso del pulsante mancante, e di Rhonda Coleridge in Il caso dell'insetto sconcertante.
Nel 1964 apparve anche in La piscina stregata, ultimo episodio della serie Ai confini della realtà. Recitò anche in Gunsmoke, La legge di Burke, Oltre i limiti, L'ora di Hitchcock, Batman (due episodi), Kronos - Sfida al passato, La terra dei giganti. Nella serie Lost in Space apparve come Android Verda nell'episodio The Android Machine e nel sequel Revolt of the Androids. Apparve anche in un terzo episodio, Space Beauty, basato su un concorso di bellezza intergalattica, nel ruolo di Nancy Pie.

## Filmografia

### Cinema
- Una ragazza in ogni porto (A Girl in Every Port), regia di Chester Erskine (1952)

### Televisione
- Perry Mason – serie TV, 3 episodi (1957-1966)
- Gunsmoke – serie TV, 1 episodio (1962)
- The Nurses – serie TV, episodio 1x27 (1963)
- La legge di Burke (Burke's Law) – serie TV, episodio 1x28 (1964)
- Mr. Broadway – serie TV, episodio 1x05 (1964)
- Ai confini della realtà (The Twilight Zone) – serie TV, episodio 5x36 (1964)
- Kronos - Sfida al passato (The Time Tunnel) – serie TV, episodio 1x07 (1966)
- Batman – serie TV, 2 episodi (1966)
- Agenzia U.N.C.L.E. (The Girl from U.N.C.L.E.) – serie TV, episodio 1x05 (1966)
- Tony e il professore (My Friend Tony) – serie TV, 1 episodio (1969)